# V396 Возничего
V396 Возничего (лат. V396 Aurigae), HD 282630 — одиночная переменная звезда в созвездии Возничего на расстоянии приблизительно 520 световых лет (около 160 парсеков) от Солнца. Видимая звёздная величина звезды — от +11,01m до +10,76m. Возраст звезды оценивается как около 9 млн лет.

## Характеристики
V396 Возничего — оранжевый карлик, эруптивная орионова переменная звезда типа T Тельца (INT) спектрального класса K0Ve, или K2, или G5. Масса — около 0,6983 солнечной, радиус — около 1,86 солнечного, светимость — около 1,628 солнечной. Эффективная температура — около 4784 K.
Предполагаются три компонента массой 0,006, 0,043 и 0,003 солнечной (или 6,29, 45,05 и 3,14 юпитерианских, т.е. планета, коричневый карлик и планета) на удалении 4,669, 12,172 и 5,994 угловых секунд соответственно.